# Varga Hajdú István
Varga Hajdú István (helyenként Varga-Hajdu István; (Barcs, 1920. december 16. – 1981) magyar festő és grafikus, Diskay Lenke grafikus férje.

## Életpályája
Tanulmányait 1943-ban a Gallé-féle festőiskolában kezdte. 1945 és 1949 között a Képzőművészeti Főiskolára járt; mestere Szőnyi István volt. 1947 óta kiállító művész. 1948-tól több nyáron Szigligeten dolgozott, ahol Egry Józseftől sokat tanult. Miután 1949-ben eltanácsolták a főiskoláról. A Ságvári Endre Nyomdaipari Szakközépiskola és Szakmunkásképző Intézetben tanított. 
Számos egyéni kiállítása volt. 1970-ben közös kiállítása volt feleségével, Diskay Lenkével.

## Emlékezete
Sírja Budapesten az Óbudai temetőben található. (17/145) 

## Írásai
Néhány művészeti vonatkozású cikke jelent meg pl. Nagy Istvánról illetve Egry Józsefről. 

## Egyéni kiállításai
- 1959 • Május 1. Mozi előcsarnoka, Budapest
- 1964 • Bercsényi Kollégium, Budapest
- 1966 • Fényes Adolf Terem, Budapest
- 1968 • Rippl-Rónai József Múzeum, Kaposvár
- 1970 • Pécs [Diskay Lenkével] • Hódmezővásárhely
- 1977 • Érd • Barcs
- 1979 • Fényes Adolf Terem, Budapest
- 1986 • Békés Megyei Könyvtár, Békéscsaba.

## Részvétele csoportos kiállításokon (válogatás)
- 1971 • Új művek, Műcsarnok, Budapest
- 1974-78 • XXI-25. Vásárhelyi Őszi Tárlat, Tornyai János Múzeum, Hódmezővásárhely

## Művei közgyűjteményekben
Magyar Nemzeti Galéria, Budapest.